# Мария-Франсуаза Ангулемская
Мария-Франсуаза Ангулемская (фр. Marie-Françoise Angoulême; 27 марта 1631 года — 4 мая 1696 года, Алансон) — французская аристократка, герцогиня Ангулемская (1653—1696).

## Биография
Единственная дочь Людовика-Эммануэля Ангулемского и его супруги Генриетте Марии де Ла-Гиш, дочери Филиберта де Ла-Гиша (фр.). По линии отца её прадедом был король Карл IX.
3 ноября 1649 года в возрасте 18 лет вышла замуж за Луи Лотарингского, герцога де Жуайез; у супругов было двое детей:
- Людовик Жозеф (7 августа 1650— 30 июля 1671), наследник отца как герцог де Гиз и де Жуайез;
- Екатерина Генриетта (1651—1656), умерла в детстве

После смерти отца в 1653 году унаследовала его титулы, как герцогиня Ангулемская и графиня Понтье. После смерти супруга она стала страдать психическим заболеванием и была отправлена в аббатство Эссе под Алансоном, где прожила до конца жизни. 
Скончалась 4 мая 1696 года в возрасте 65 лет; была похоронена в аббатстве Эссе.